# Galeazzo Marescotti
Galeazzo Marescotti (Vignanello, 1 de octubre de 1627 - Roma, 3 de julio de 1726) fue un diplomático y eclesiástico italiano.

## Biografía
Descendiente de una de las más ilustres y antiguas familias de Roma, era hijo de Sforza Vicino Marescotti, IV Conde de Vignanello y de Victoria que procedía de los marqueses y posteriormente príncipes Ruspoli. Se doctoró in utroque iure en derecho civil y canónico, recibiendo las órdenes eclesiásticas menores en 1653. Fue sucesivamente gobernador de Fano y de Ascoli Piceno, protonotario apostólico e inquisidor en Malta y asesor del Santo Oficio en Roma.
En 1668 fue arzobispo electo de Corinto y enviado en calidad de nuncio a Austria y a Polonia; entre 1670 y 1675 desempeñó la misma función en España en la corte de Carlos II en Madrid.  
Fue creado cardenal por Clemente X en el consistorio de 27 de mayo de 1675, recibiendo al año siguiente el capelo con el título de San Bernardo alle Terme. Legado apostólico en Ferrara entre 1667 y 1679, arzobispo de Tivoli entre 1679 y 1685, camarlengo del Colegio Cardenalicio en 1688.
Fue elegido como Papa en el cónclave de 1700. Sin embargo el Rey de Francia Luis XIV ejerció el derecho de exclusión (Ius exclusivae) argumentando la estrecha vinculación e inclinación que el Cardenal tenía para con la Corte de Madrid. Este mismo cónclave elegiría después a Clemente XI.
En 1717 renunció a todos sus cargos debido a su avanzada edad. Nueve años después murió en Roma a la avanzada edad de 99 años, algo poco común para la época, siendo enterrado en el panteón familiar en la iglesia de Jesús.
| Predecesor: Federico Borromeo | Nuncio apostólico en España 1670 - 1675 | Sucesor: Savio Mellini |